# 科讷
科讷（法語：Caulnes，法語發音：[kon] ⓘ）是法国阿摩尔滨海省的一个市镇，位于该省东部，属于迪南区。

## 地理
科讷（48°17'20"N, 2°9'17"W）面积31.36 平方千米，位于法国布列塔尼大區阿摩尔滨海省，该省份为法国西北部沿海省份，位于布列塔尼半岛北部，北濒大西洋英吉利海峡，西接菲尼斯泰尔省，南至莫尔比昂省，东临伊勒-维莱讷省。
与科讷接壤的市镇（或旧市镇、城区）包括：布龙、拉沙佩勒布朗什、冈罗克、吉泰、普吕莫当、普吕莫加特、圣茹昂德利勒、伊维尼亚克拉图尔。

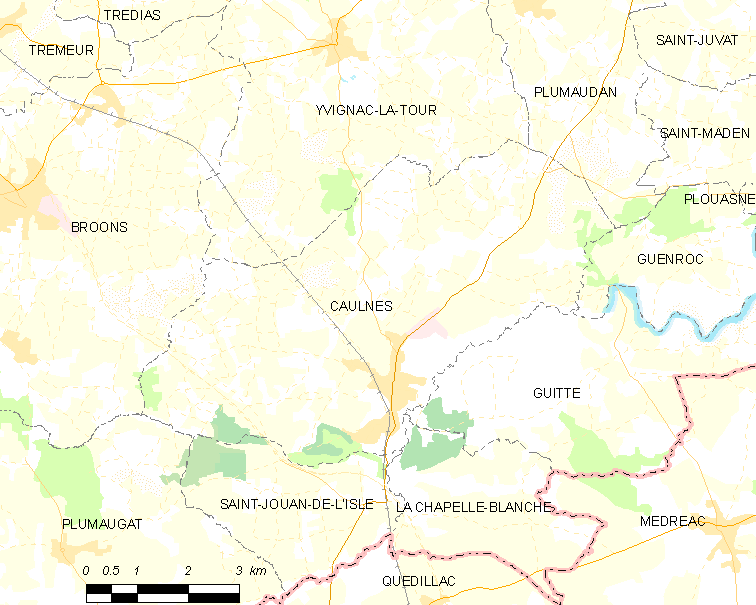
科讷的OSM定位图

科讷的时区为UTC+01:00、UTC+02:00（夏令时）。

## 行政
科讷的邮政编码为22350，INSEE市镇编码为22032。

## 政治
科讷所属的省级选区为布龙县。

## 人口

1962-2008年间科讷人口变化图示

科讷于2022年1月1日时的人口数量为2506人。